# Siegfried Bernfeld
Pour les articles homonymes, voir Bernfeld.
Siegfried Bernfeld, né le 7 mai 1892, à Lemberg, royaume de Galicie et de Lodomérie, et mort le 2 avril 1953, à San Francisco, est un pédagogue et un psychanalyste autrichien. Il est notamment un pionnier de l'éducation nouvelle.

## Biographie

### Famille et jeunesse
Bernfeld est né le 7 mai 1892, à Lemberg, en royaume de Galicie et de Lodomérie dans l'Autriche-Hongrie. Il est l’aîné des trois enfants issus du mariage d'Ermine Schwarzwald avec Isidor Bernfeld, un grossiste en tissus d'ascendance juive.
Bernfeld a une sœur, Lilly et un frère Manfred (qui meurt au camp de Theresienstadt ; une partie de la famille de Bernfeld disparaît à Auschwitz),.
Il grandit à Vienne où il achève ses études secondaires à l'été 1911. À l'exception d'un semestre passé à Fribourg en 1914 (où il s'agrège au groupe formé autour de Walter Benjamin), il fait toutes ses études universitaires, de 1911 à 1915, à Vienne : il étudie d'abord la biologie, la zoologie et la géologie mais déjà aussi la pédagogie, autour de laquelle il choisit en 1913 d'axer ses études. Il étudie également la philosophie, la psychologie et la sociologie.
Pendant ses études il prend part à des mouvements socialistes et sionistes alors en pleine ébullition.

### Carrière
En 1910, encore lycéen, Bernfeld commence à s'intéresser vraiment à la psychanalyse dont il avait déjà pris connaissance en 1907 : il analyse ses rêves et ses fantasmes et cherche à lire ce qui s'écrit sur le sujet.
Porté par ses convictions socialistes, dans une période troublée marquée par la guerre, la chute de l'empire, le moment dit "Vienne la Rouge", l'avènement de la République de Weimar, l'austrofascisme et la montée du nazisme, il a cherché à articuler socialisme et psychanalyse. Pour cette raison il est considéré comme un des initiateurs de la mouvance regroupée sous le nom de freudomarxisme. C'est aussi un pionnier de l’Éducation nouvelle. Après son immigration aux États-Unis, il joue un rôle déterminant dans la création de la Société de psychanalyse de San Francisco et se démarque par son attachement à la possibilité de l'analyse profane.
En 1912 il publie son premier article dans l'International Journal of Psychoanalysis.
En 1913 il devient membre de la Société psychanalytique de Vienne. En 1913, il est membre invité de la Société psychologique du Mercredi.
Entre mai 1913 et juillet 1914 il est avec Georg Gretor alias Georges Barbizon, co-rédacteur de Der Anfang, Zeitschrift der Jugend, sous la responsabilité de Gustav Wyneken, théologien et célèbre réformateur qui avait fondé une communauté d'éducation libre à Wickersdorf ; la revue, qui fait scandale à l'époque, et à laquelle contribue également Walter Benjamin (alias Ardor), cesse de paraître à la déclaration de guerre,. En 1914, il publie Die Neue Jugend und die Frauen.
Le 8 janvier 1915 il épouse Anna Salomon à Vienne, sous la loi mosaïque. Ils se sont connus à Munich à l'été 1913 et ont passé ensemble un semestre à Freibergen en 1914. Ils auront ensemble deux filles Rosemarie, née le 24/06/1915 et Ruth née le 08/04/1919. Tout comme son frère Fritz, Anna, qu'on appelait Anne, a fréquenté, mais brièvement, l'école de Wickersdorf (elle en fut retirée par son père, le Dr Max Salomon qui était en conflit avec Wyneken ; ce conflit, médiatisé, prit une dimension publique). Les filles d'Anna et de Siegfried, Rosemarie et Ruth fréquenteront aussi cette école. Anna poursuit ses études de médecine et obtient son diplôme à Vienne le 21 décembre 1923. Anna a aussi un engagement socialiste et sioniste.
Mobilisé pendant la première guerre mondiale, dès 1914, comme traducteur, il est affecté la plupart du temps à Vienne où il peut poursuivre ses études. Enrôlé dans les "Landsturmdienst" en octobre 1914, il est exempté de service actif, à cause d'un catarrhe pulmonaire, jusqu'en mars 1915, date à laquelle il est définitivement rendu à la vie civile. Il change d'ailleurs d'orientation, abandonnant la biologie pour la pédagogie et la psychologie. En 1915 il obtient son doctorat en biologie et en psychologie à l'université de Vienne ; sous la conduite d'Alois Höfler il soutient sa thèse intitulée Uber den Begriff der Jugend. Le 12 mai de la même année, il devient membre invité de la Société psychanalytique de Vienne (il en devient membre à part entière en 1919). Après l'obtention de son doctorat il est de nouveau mobilisé pour être affecté en divers lieux, notamment en Turquie.
Pendant l'épisode révolutionnaire de 1918, il crée les forces d'autodéfenses juives dont il assure le commandement.Il crée cette milice d'autodéfense juive, ultérieurement intégrée aux forces de l'ordre municipales, avec Isidor Schalit.
Freud le considère comme son élève le plus doué.
Le 15 octobre 1919, il inaugure le Kinderheim Baumgarten/ Kinderheim für Kriegswaisen, qui ne fonctionnera que pendant six mois. Initiée en août 1919, l'expérience pédagogique s'achève en avril 1920.
En février 1920, surmené, il doit séjourner quelques mois dans un sanatorium à Heidelberg, où, à partir d’août, il assure le secrétariat de Martin Buber avec lequel il collabore à la rédaction du journal Der Jude.Il regagne Vienne au milieu de l'année 1921,.
En 1922 il commence à exercer comme psychanalyste en libéral à Vienne, sous la supervision de Freud (Bernfeld avait obtenu de Freud, que, dans son cas du moins, une analyse didactique n'était pas un prérequis) ; Bernfeld commence également à enseigner à l'Institut psychanalytique de Vienne.
En 1924 il devient secrétaire de la Société psychanalytique de Vienne. Il met sur pied un comité (Propaganda-Komitee) qui organise une campagne de publicité sur Vienne.
À la création de l'institut de formation de la Société psychanalytique de Vienne en 1925, Bernfeld en devient le vice-directeur, (la direction est assurée par Hélène Deutsch et le secrétariat par Anna Freud).
En 1925, il publie Psychologie des Säuglings, traduit en anglais sous le titre The Psychology of the Infant en 1929. La même année il publie Sisyphos oder Die Grenzen der Erziehung (traduit en anglais en 1973).
Il divorce d'Anne Salomon, notamment du fait de désaccords politiques. Celle-ci émigre en URSS, laissant à Bernfeld la garde de leurs deux enfants. Bernfeld se remarie en 1930 avec l'actrice Elisabeth Liesl Neumann, une élève d'Erwin Piscator, qui partage sa vie depuis 1925. Elle est la tante d'Edith Kramer, future pionnière de l'Art-thérapie, qui reconnut l'influence de Bernfeld.
De 1925 à 1932 il assure des formations à l’Institut psychanalytique de Berlin. En parallèle, il suit une analyse personnelle avec Hanns Sachs de 1930 à 1932 (ce sera là son unique analyse). En 1932 il divorce d'avec sa seconde femme Liesl Neumann (celle-ci se remariera avec Berthold Viertel). De 1932 à 1934, il est analyste didactique et conférencier à Berlin. À cette époque, dans un effort d'ancrer la psychanalyse aux sciences physiques, il tente, brièvement et vainement de mesurer la libido avec le physicien Sergei Feitelberg. La publication en 1930 de Énergie und Trieb témoigne de cette "libidométrie", une tentative d'objectivation partagée par d'autres à l'époque. Pendant cette période berlinoise il s'intéresse à la gestalt Psychologie avec Kurt Lewin, et étudie la "Jugenfürsorge" à la Deutschen Hochschule für Politik ; il adhère au Bund Entschiedener Schulreformer et entre dans une controverse avec Wilhelm Reich.
En 1932, au moment de la prise du pouvoir par Hitler, il regagne Vienne. Là, avec Anna Freud, August Aichhorn et Willi Hoffer, il anime un groupe d'étude sur la pédagogie psychanalytique qui dispense des formations à l'intention d'instituteurs et de travailleurs sociaux.Ils collaborent également au Zeitschrift für Psychoanalytische Pädagogik (fondée en 1926 par les Suisses Heinrich Meng et Ernst Schneider cette publication se relocalisant à Vienne sera ultérieurement dirigée par Hoffer),. À Vienne, il prend part aux séminaires de Waissman et de Moritz Schlick.
Vers 1934, il épouse Suzanne Aimée Cassirer Paret, (fille de Paul Cassirer, qui fait une analyse avec Freud en 1934 ; elle fut aussi analysée par Hanns Sachs ; elle pratique elle-même la psychanalyse et partage les travaux de son mari.
Il émigre en France fin 1934 avec sa femme ses deux filles ainsi que les deux filles de sa femme. Ils s'établissent à Menton, où Ernest Jones possède une maison de vacances). Là, Bernfeld, qui ne reçoit que peu de patients, continue à étudier les relations entre la biologie et la théorie psychanalytique ; il fait une demande de visa pour les États-Unis via l'Angleterre. En 1935, à Paris, il rencontre René Spitz et fait la connaissance de René Laforgue ; avec sa famille, passant par Amsterdam, il quitte la France pour l'Angleterre où il reste de janvier à août 1937 (Bernfeld exercera brièvement à Londres). Rudolph Ekstein situe le mariage de Suzanne Cassirer avec Bernfeld en France, à Menton.
Le 15 août 1937, Bernfeld et sa famille arrivent à New York ; lors de leur voyage vers la côte ouest, ils passent par Chicago, pour arriver à Los Angeles, où Bernfeld pense un moment s'établir. Il se décide pour San Francisco, où il arrive le 15 septembre. Là très rapidement après son arrivée il forme un groupe d'étude psychanalytique (formé de Anne Bernfeld, Bernhard Berliner, Anna Maenchen, Emanuel Windholz, Erik Erikson, Donald et Jean Macfarlane, Josephine and Ernest Hilgard, Else Frenkel-Brunswik, Egon Brunswik, Edward Chace Tolman, Harold Jones, Olga Bridgman (en), Alfred L. Kroeber, Robert Lowie, Ernst Wolff et Robert Oppenheimer). Parallèlement à sa pratique et à son enseignement, il travaille à l'Institute for Child Welfare à l'université de Berkeley.
Il adhère à la Topeka Society.
En 1941 il publie l'article « The Facts of Observation in Psychoanalysis » ; republié en anglais en 1985 avec introduction de Victor Calef et Edward Weinshel. Cet article demeure important dans le domaine de la formation analytique.
Fondée en 1941, la Société psychanalytique de San Francisco est reconnue par l'American Psychoanalytic Association en 1942. Faute d'être médecin, Bernfeld ne peut être que membre honoraire de Société psychanalytique de San Francisco ; il est toutefois membre de la commission d'enseignement dont il démissionne ultérieurement.
En 1944 il prend part à la conférence sur l'antisémitisme (Mass Psychology and Anti-Semitism) organisée à San Francisco par Ernst Simmel en association avec l'Institute for Social Research représenté par Adorno et Max Horkheimer,.
À compter de 1944 avec sa femme il publie des articles sur la biographie de Freud. Leurs travaux alimenteront l’œuvre d'Ernest Jones.
Gêné par la position de l'American Psychoanalytic Association concernant l'analyse profane, Bernfeld propose à son domicile un cycle de formation.
En novembre 1952, peu de temps avant son décès d'un cancer du poumon, il fait une conférence sur l'histoire de l'analyse didactique intitulée On Psychoanalytic Training. Cette conférence, dans laquelle il critique "férocement" les vues de l'Association psychanalytique internationale fait scandale ; son discours n'est publié qu'en 1962, et encore, assorti d'une présentation de Rudolph Ekstein qui en limite la portée,.

## Le Kinderheim Baumgarten
Cette expérience, insistant sur le travail manuel, veut s'inspirer, de la psychanalyse freudienne mais aussi des conceptions de G.Stanley Hall concernant l'adolescence. La pédagogie s'appuie sur celle de Maria Montessori, de Berthold Otto et de Gustav Wyneke.
Dans un livre publié en 1919 The Jewish People and its Youth, Bernfeld exposait ces propositions pédagogiques. La responsable des orphelinats juifs, intéressée par le projet de "communauté libre d'éducation" parvient à acquérir trois baraquements d'un ancien hôpital de guerre situé à Baumgarten. À côté d'une école accueillant 16 garçons et 14 filles, 25 adolescents de plus de quatorze ans doivent bénéficier d'un apprentissage concernant différentes activités manuelles.
Arrivé le 15 octobre, Willi Hoffer participe d'abord avec quelques jeunes volontaires sionistes à l'aménagement des locaux (il construit des cages pour les poules et les lapins); il prend la direction de l’établissement à l'occasion du départ de Bernfeld en sanatorium,.
Le 15 octobre 1919, sont accueillis 250 enfants tous affamés, traumatisés et indisciplinés, certains affectés de handicaps divers ; 50 enfants ont moins de cinq ans.
Gertrude Hammerschlag a travaillé au K. Baumgarten.
Le jeune Karl Popper, qui avait précédemment travaillé dans un centre d’accueil Haus in der Sonne, où la directrice (Eugenia Schwartzwald) s'inspirait des idées pédagogiques de Bernfeld, s' implique dans le projet de l'orphelinat Baumgarten.
En décembre 1919, atteint de tuberculose, Bernfeld doit séjourner dans un sanatorium jusque mi-février.
Bernfeld a témoigné de cette expérience dans le mensuel Der Jude mais surtout dans un livre (Bernfeld, Siegfried, Kinderheim Baumgarten. Bericht über einen ernsthaften Versuch mit neuer Erziehung, 1921, Berlín: Jüdischer Verlag). En 1965, Willy Hoffer revient sur cet épisode d'une manière qualifiée de "plus objective".
Si Bernfeld s'inspire de la psychanalyse d'obédience freudienne lors du projet Baumgarten, à l'époque c'est pourtant Alfred Adler qui est la référence officielle du mouvement de réforme pédagogique socialiste.

## Mouvements de jeunesse et sionisme
Il participe au lancement des Sprechsäle à Vienne ; en 1913 il lance un appel via un tract intitulé An die Abiturienten.
Avec quelques camarades lycéens, Bernfeld forme un groupe pour critiquer les méthodes d'éducation dont ils font l'objet. De même, en 1909 il est le rédacteur du journal lycéen Eos- Stimme der Jugend ; en 1911 il fonde le journal lycéen Das Klassenbuch (qui ne connaitra que deux éditions).
En 1912 Bernfeld fonde le comité académique pour la réforme scolaire qui comprend rapidement des milliers de membres en Allemagne ou en Autriche. Pour en soutenir l'action est créée une publication, l'Anfang (Martin Buber et Bernfeld en sont les rédacteurs). Walter Benjamin comptera parmi ses contributeurs réguliers. Le comité académique pour la réforme scolaire (Akademische Comité für Schulreform) est dissout sur ordre des autorités en 1914.
En 1913 le mouvement scout d'Autriche exclut les juifs.
En 1913 Bernfeld prend part au premier Freideutsher Jugendtag qui réunit deux mille jeunes sur le Hoher Meissner en Hesse. ; en février 1914 il anime des rencontres dans le café viennois Adlon.
Bernfeld est en relation avec des membres du Hachomer Hatzaïr.
Avant la première guerre mondiale, Bernfeld est une des figures majeures des mouvements de jeunesse en Allemagne ainsi qu'en Autriche. Son engagement est marqué par l'influence de Gustav Wyneken. L'afflux de réfugiés juifs en provenance des territoires de l'est de l'empire - Galicie, Bukovine - amène Bernfeld au sionisme. Dans les dernières années de la première guerre mondiale, Bernfeld s'implique activement dans le développement de mouvements de jeunesse juive (ainsi en mars 1918 il fonde le journal Jerubbaal où sionisme et socialisme sont appelés à se concilier). Apprenant à connaître ces jeunes juifs de l'est si différents des jeunes juifs occidentaux, il imagine une organisation de jeunesse qui pourrait les regrouper hors de toute affiliation géographique ou politique comme il était alors courant. Cette organisation, prévoyant de faire toute sa place à l'autonomie qui convient à la jeunesse, est lancée en mai 1918 à Vienne. L'évènement, exceptionnel, connaît un fort retentissement. C'est à cette occasion que Martin Buber tient son fameux discours " Sion et la jeunesse" ; c'est également dans le prolongement de cet évènement que sont créées plusieurs organisations d'orientation sioniste avec la Palestine pour destination (est ainsi créée l'association de la jeunesse juive d'Autriche...présidée par Bernfeld ). C'est d'avoir pensé le Kinderheim Baumgarten comme une préparation à l'émigration qui facilite l'obtention d'un financement de l'American Joint Distribution Committee.
De 1917 à 1921 Bernfeld prit en charge l'administration du Zionistischen Zentralrat für West-Österreich (Conseil central sioniste pour l'Autriche de l'ouest).
Après la fermeture du Kinderheim Baumgarten, l'engagement de Bernfeld pour les organisations de jeunesse et le sionisme faibliront ; c'est alors la psychanalyse qui concentrera son énergie et son intérêt. Au début de 1920 il crée toutefois avec son ami Gerhard Fuchs le Jüdische Institut für Jugendforschung und Erziehung afin de promouvoir l'éducation en Palestine et dans la Diaspora. En 1920, il invoque des raisons de santé pour refuser l'invitation qui lui est faite de fonder en Palestine mandataire un institut de recherche sur la jeunesse. Il maintient toutefois des contacts avec une école de Tel Aviv désireuse d'adopter une pédagogie inspirée de Maria Montessori et de John Dewey ; Bernfeld siégea également au comité éditorial de la première revue pédagogique en hébreu.

## Cinéma
Après l'échec critique et commercial du film sur la psychanalyse Geheimnisse einer Seele, produit par l'UFA, réalisé par G.W. Pabst et promu par Karl Abraham en 1926, Bernfeld et Storfer, en rivalité avec Abraham, proposèrent un autre film. Rencontrant l'opposition d'Abraham, ils ne purent le réaliser. Le script de ce film (Entwurf zu einer filmischen Darstellung der Freudschen Psychoanalyse im Rahmen eines abendfüllenden Spielfilms) est publié pour la première fois en 2000 dans Der Analytiker im Kino: Siegfried Bernfeld, Psychoanalyse, Filmtheorie. Bernfeld collabore ensuite avec Artur Berger pour rédiger le scénario du film Die große Liebe (1931) dirigé par Otto Preminger.

## Apports et destin de l’œuvre
Bernfeld théorise le lien entre la psychanalyse et la pédagogie. Il s'intéresse au rôle de la psychanalyse dans l'éducation et la lutte contre l'inégalité sociale. L'un des initiateurs du mouvement du freudo-marxisme, il développe des théories concernant le socialisme, à l'aune de la psychanalyse.
Son écrit le plus important est Psychologie des Säuglings, dans lequel il analyse la psychologie infantile. En 1925 il écrit Sisyphos oder Die Grenzen der Erziehung ( Sisyphe ou les limites de l’enseignement, traduction française 1973), ouvrage où il présente sa théorie d'une pédagogie non autoritaire. Selon lui l'autoritarisme en éducation inhibe la vie instinctuelle de l'apprenant. Il publia aussi un important ouvrage sur la psychanalyse : Der Begriff der Deutung in der Psychoanalyse. Il y tente de montrer les liens entre la psychanalyse et les sciences et d'appliquer à la théorie de Freud les outils de la méthode scientifique.
En Allemagne, Bernfeld, en tant que pédagogue, est redécouvert après 1968 ; certains de ses écrits sont réédités dans les années 1970 ; la maison d'édition Psychosozial-Verlag s'est impliquée dans ce travail avec notamment une biographie publiée en 2012 par Peter Dudek. Les différentes activités de Bernfeld ont pour cadre un bouillonnant underground culturel, qui n'est pas sans rappeler celui qui émergera en 1968.
D'après Melzer et Yitzehaki la pédagogie dans les Kibboutz doit beaucoup à Bernfeld tant du point de vue théorique que pratique.

### Publications
- Kinderheim Baumgarten. Bericht über einen ernsthaften Versuch mit neuer Erziehung, 1921, Berlín, Jüdischer Verlag
- (en) The psychology of the infant, 1929, New York, Brentano
- Sisyphos, oder die Grenzen der Erziehung, 1925, Vienne, Internationaler psychoanalytischer Verlag. Librement accessible là : https://archive.org/details/Sisyphos_oder_die_Grenzen_der_Erziehung
- Der Begriff der Deutung in der Psycho-analyse, 1932, Zeitschrift für angewandte Psychologie, 4, 448-497